# NGC 5059
NGC 5059 é uma galáxia espiral na direção da constelação de Virgo. O objeto foi descoberto pelo astrônomo Albert Marth em 1865, usando um telescópio refletor com abertura de 48 polegadas. Devido a sua moderada magnitude aparente (+14,9), é visível apenas com telescópios amadores ou com equipamentos superiores. 